# لويز توبين
لويز توبين (بالإنجليزية: Louise Tobin)‏ هي مغنية وعازفة جاز أمريكية، (و. 1918 – 2022 م).

## وصلات خارجية
- لويز توبين على موقع ميوزك برينز (الإنجليزية)
- لويز توبين على موقع ديسكوغز (الإنجليزية)